# لوسیوس سزار
لوسیوس سزار (انگلیسی: Lucius Caesar؛ ۱۷ پیش از میلاد – ۲۰ اوت ۲ میلادی [۱۸ سال]) نوه آگوستوس، نخستین امپراتور روم بود. لوسیوس که پسر مارکوس ویپسانیوس آگریپا و ژولیای بزرگ، تنها دختر آگوستوس بود، همراه با برادر بزرگترش، گایوس سزار، توسط پدربزرگش به فرزندخواندگی پذیرفته شد. به عنوان پسرخوانده‌های امپراتور و وارثان مشترک امپراتوری روم لوسیوس و گایوس مشاغل سیاسی و نظامی خوش‌آتیه‌ای داشتند. با این حال، لویسوس از یک بیماری ناگهانی در ۲۰ اوت ۲ میلادی وقتی که داشت برای پیوستن به ارتش روم در هیسپانیا سفر می‌کرد، در ماسیلیا، گل درگذشت. برادرش گایوس نیز در سنی نسبتاً کم در ۲۱ فوریه ۴ میلادی درگذشت. از دست دادن نابهنگام هردو وارث آگوستوس را مجبور کرد که ترتیب جانشینی را با به فرزندخواندگی پذیرفتن برادر کوچکتر لوسیوس، آگریپا پوستوموس و همچنین پسرخوانده خود تیبریوس در ۲۶ ژوئن ۴ میلادی از نو طرح کند.